# Frank Springfield
Frank Walter Springfield (* 22. August 1887 in Brisbane; † 9. Juli 1958) war ein australischer Schwimmer.

## Karriere
Springfield nahm 1908 an den Olympischen Spielen in London teil. In den Individualdisziplinen über 400 m und 1500 m Freistil scheiterte er jeweils im Vorlauf. Im Mannschaftswettbewerb über 4 × 200 m Freistil wurde er mit der Staffel Australasiens Vierter.